# Wolfsstein (Melsungen)

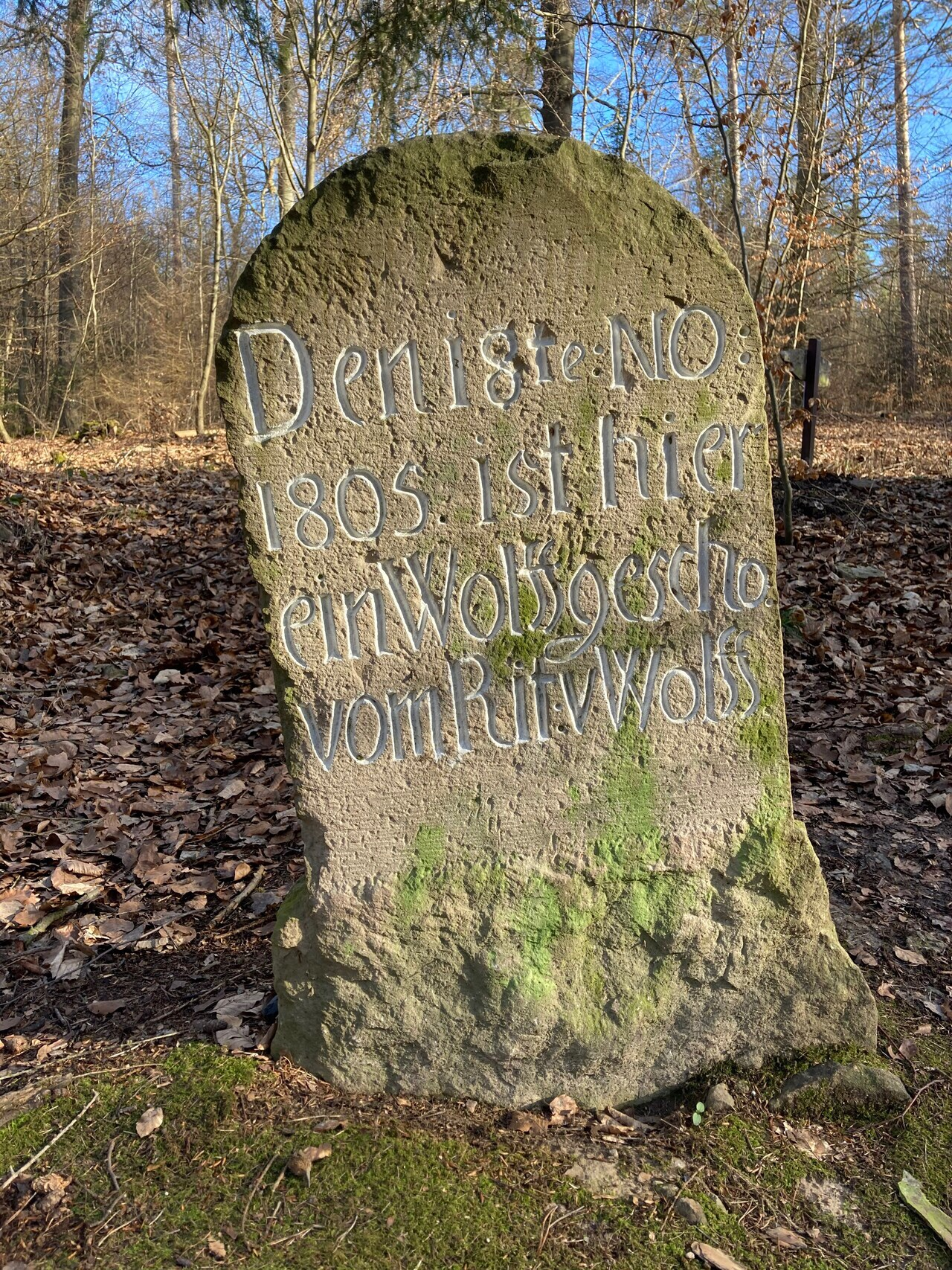
Die Vorderseite des Melsunger Wolfsteins mit der Inschrift „Den i8te: NO: 1805. ist hier ein Wolff gescho: vom Rit: v Wolff“.

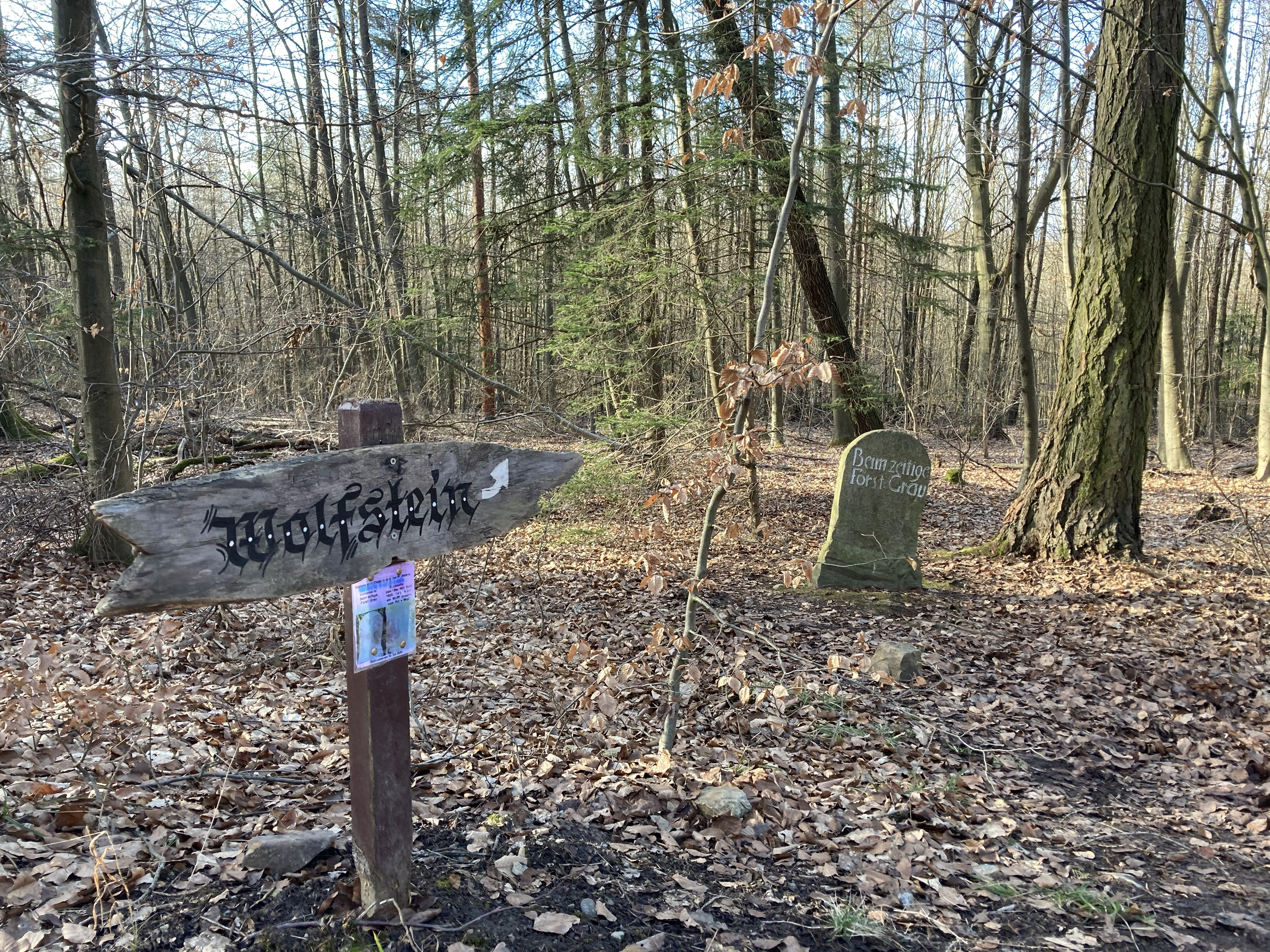
Die Rückseite des Melsunger Wolfsteins und sein Hinweisschild vom vorbeiführenden Waldweg aus gesehen.

Der Wolfsstein ist ein waidmännisches Denkmal im Stadtwald von Melsungen im nordhessischen Schwalm-Eder-Kreis, in einem beliebten mischbewaldetem Wander- und Nordic-Walking-Gebiet. Das Denkmal ist eines von  30 Wolfssteinen in Deutschland. 

## Geschichte
Am 18. November 1805 wurde an der Stelle des heutigen Wolfssteins zwischen Melgershausen und Melsungen am Kesselkopf der letzte hessische freilebende Wolf von Rittmeister „von Wolf“ erlegt. Am 5. August 1806 wurde ein heute verwittertes 1 m hohes, 0,2 m breites frühklassizistisches Sandsteindenkmal mit Epigramm an der Niederstreckungstelle errichtet, um an die vorerst letzte Wolfsjagd Hessens zu erinnern.